# Транспорт в Эфиопии
Эфиопия имеет крайне низкий уровень развития транспортной инфраструктуры. Большинство автомобильных дорог не имеют твердого покрытия и пригодны для использования лишь в сухое время года. Наблюдается малое обеспечение железнодорожной сетью: в стране есть всего одна железнодорожная линия, соединяющая Аддис-Абебу с портом Джибути. Более высокое распространение получил авиационный транспорт: в Эфиопии около 80 аэропортов, в которые летает национальная авиакомпания – Эфиопские авиалинии. При развитии транспортной инфраструктуры правительство Эфиопии активно сотрудничает с европейскими странами: Швецией, Францией, Россией и многими другими.

## Железные дороги
Железная дорога Аддис-Абеба – Джибути 
После отделения Эритреи и конфликта вокруг спорных территорий вопрос доступа к портам стал жизненно важным для Эфиопии, не имеющей выхода к морю. Единственным выходом Эфиопии к морю долгое время была узкоколейка (1000 мм), ведущая в соседнее государство Джибути и построенная французами еще в 1917 году. В середине 20 века железная дорога начала приходить в упадок, окончательно поезда остановились в Эфиопии в 2008 году. Спустя три года правительства обеих стран решили не тратить деньги на восстановление старой дороги, а построить новую, электрифицированную магистраль со стандартной шириной колеи 1435 мм.
Подрядчиками проекта стали две китайские компании China Railway Group и China Civil Engineering Construction Corporation. Финансировал строительство также преимущественно Китай, который предоставил 3 млрд долларов кредита. Для использования на магистрали был поставлен подвижной состав китайского производства. Открытие 756-километровой железной дороги состоялось в октябре 2016 года. Новая дорога сократила путь из Аддис-Абебы до Джибути с 2-3 дней до 10-12 часов. Также эфиопские фермеры смогли быстрее отправлять свою продукцию, в основном зерно. Раньше зерно из Эфиопии доставлялось в порт Джибути только грузовиками, путь которых длился от 2 до 10 дней, еще день можно было потратить на очередь в порту.
Основные железнодорожные станции на железной дороге Аддис-Абеба-Джибути (в алфавитном порядке):
- Аддис-Абеба
- Акаки
- Аваш
- Дэбрэ-Зейт
- Дыре-Дауа
- Метехара
- Миесо
- Назрет

2 ноября 2006 года испанская компания Ineco Spt была выбрана эфиопским правительством для контроля и управления проведением восстановительных работ на эфиопской железной дороге. Итальянская компания Consta будет осуществлять эту реконструкцию, общая стоимость которой оценивается в 40 млн. евро. В рамках программы реконструкции планируется повысить прочность рельс, для транспортировки более тяжелых грузов, а также замену существующего подвижного состава более современным.

## Автодороги
Через Эфиопию проходит два транс-африканских автомобильных маршрута:
- шоссе Каир-Кейптаун
- шоссе Нджамена-Джибути, которое продолжается транссахельским шоссе  до самой западной оконечности Африки.

В течение первой половины десятилетнего плана развития автомобильного транспорта Эфиопии (1997 – 2002) эфиопское правительство приложило немало усилий для улучшения транспортной инфраструктуры страны. По состоянию на 2002 год в Эфиопии было около 30 000 км автодорог, как асфальтированных, так и гравийных. Доля хороших дорог, в общем количестве автотрасс управляемых федеральным правительством, увеличилась с 14% в 1995 году, до 31% в 2002 году. А плотность дорог увеличилась с 21 км/1000 кв.км до 30 км/1000 кв.км., хотя и не достигла среднеафриканского показателя в 50 км/1000 кв.км.
В 2006 году в Эфиопии была лишь одна кольцевая скоростная автодорога – вокруг Аддис-Абебы. Некоторые её части до сих пор не построены. Большинство транспортных развязок на ней построены в виде кольцевого движения. Также было сооружено множество пешеходных мостов, для предотвращения дорожно-транспортных происшествий.
В период с 2002 по 2007 год было построено свыше 7500 км дорог, средняя плотность автодорог в Эфиопии возросла до 35 км/1000 кв.км. В 2007 году Эфиопия завершила десятилетний план развития автотранспортной инфраструктуры.

## Морской транспорт
После отделения Эритреи, которая раньше была провинцией, Эфиопия потеряла выход к морю. По договоренности с Эритреей, Эфиопия использовала порты Асэб и Массауа. Но во время эфиопо-эритрейского конфликта Эфиопия стала использовать для внешней торговли порт Джибути и порты самопровозглашенного государства Сомалиленд.
Всего Эфиопии принадлежит 12 торговых судов, из них 7 грузовых судов, 1 контейнеровоз и 1 танкер.

## Авиация
Эфиопия имеет относительно высокое распространение аэропортов, т.к. в некоторые регионы можно добраться только на самолёте. Всего в Эфиопии более 80 аэропортов, из которых 14 имеют хорошие асфальтированные взлётно-посадочные полосы. Недавно было завершено строительство нового пассажирского международного терминала в аэропорту Боле, в Аддис-Абебе.